# Dirke

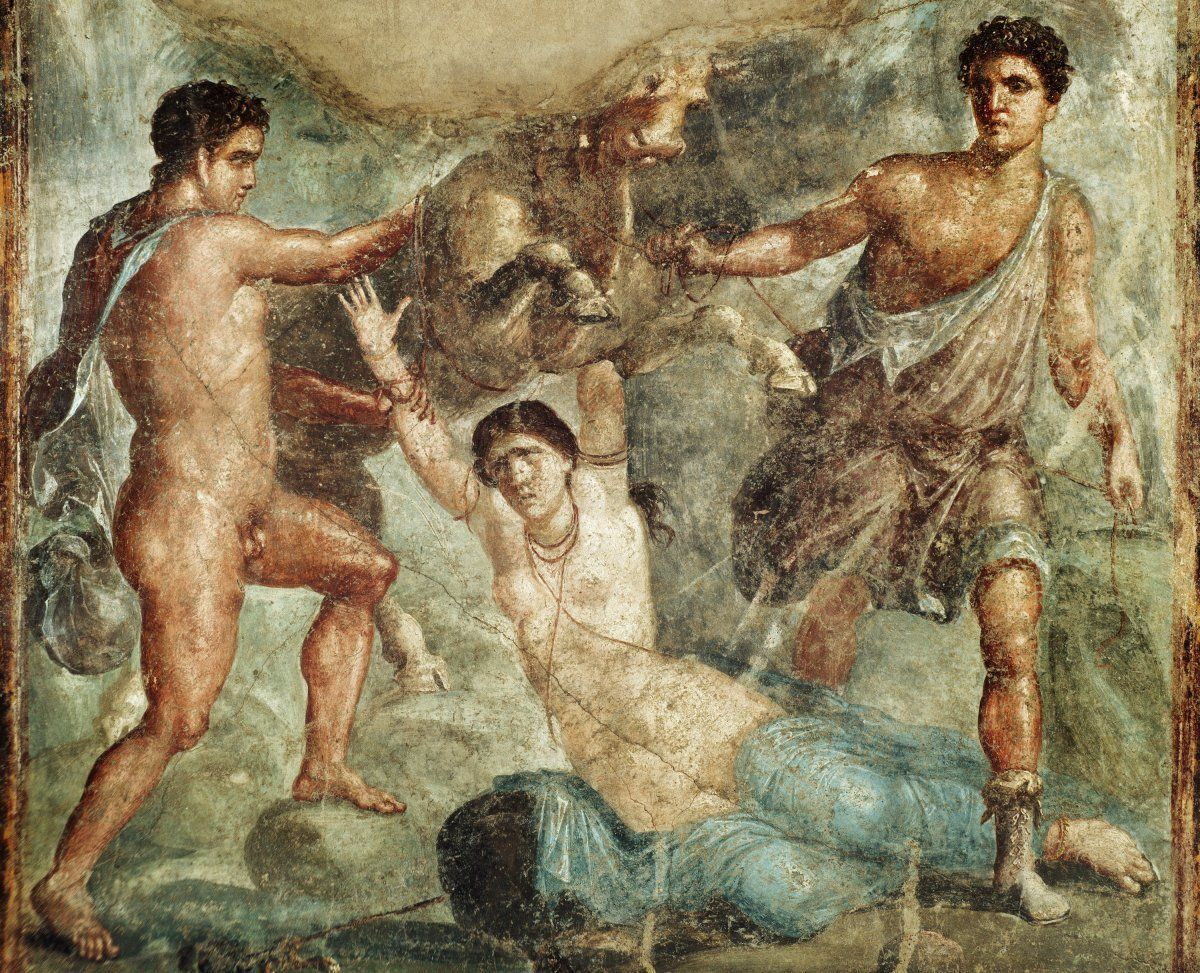
Dirke binds vid tjuren.

Dirkê (grek. Διρκη) var en drottning i grekisk mytologi.  Hon var gift med kung Lykos i Thebe och dotter till flodguden Ismenos. 
Lykos hade fått i uppdrag av sin bror, kung Nykteus, att straffa hans dotter Antiope och hennes make Epopeus för att hon hade haft kärleksförbindelser med guden Zeus och sedan sökt skydd i Sikyon hos Epopeus. Strax efter giftermålet med Epopeus, födde Antiope Zeus tvillingsöner.
Lykos tog sig in i Sikyon, besegrade staden och dödade Epopeus. Han tog tvillingarna och lämnade dem i ödemarken. Sedan tillfångatog han Antiope, kastade henne i fängelse och torterade henne tillsammans med sin hustru Dirke. 
Tvillingarna hittades av en herde som tog med dem hem och döpte dem till  Amphion och Zethos. Efter många år när pojkarna hunnit växa upp, lyckades Antiope fly och hon sökte upp dem och bad om deras beskydd. Sönerna kände genast igen sin mor. När de hört sin mors berättelse begav de sig till Thebe och dödade kung Lykos. Dirke däremot, band de fast vid hornen på en tjur så att hon stångades till döds. De tog sedan hennes döda kropp och slängde den i en källa på berget Kitharion som efter det uppkallades efter henne. 
Guden Dionysos förvandlade dock Dirke till en nymf och hennes vatten var heligt för honom.
Dirke kan vara samma person, eller blandas ihop med, Derketis, som enligt legenden bodde i en källa i Boiotien i närheten av floden Ismenos.